# Pigneto (métro de Rome)
Pigneto est une station de la ligne C du métro de Rome. Elle est située sous la via del Pigneto près du croisement avec la circonvallazione Casilina- Sant'Elena dans le quartier Prenestino-Labicano de la ville de Rome.
Mise en service en 2015, elle est exploitée par ATAC.

## Situation sur le réseau
Établie en souterrain, la station Pigneto est située sur la ligne C du métro de Rome, entre la station Lodi, en direction de la station terminus ouest (provisoire) San Giovanni, et la station Malatesta, en direction de la station terminus est Monte Compatri - Pantano. 

## Histoire
La station Pigneto, est l'une des six stations mise en service le 29 juin 2015, lors de l'ouverture à l'exploitation de la section de Parco di Centocelle à Lodi. La via del Pigneto a été réaménagé pour intégrer les trois accès avec un cheminement piétonnier.

## Service des usagers

### Accueil
La station est accessible par trois accès situés sur la via del Pigneto sur le tronçon proche du croisement avec la circonvallazione Casilina- Sant'Elena, équipés d'escaliers, ou d'escaliers mécaniques ou d'ascenseurs. Elle dispose de plusieurs niveaux souterrains avec notamment des guichets et des automates pour l'achat des titres de transport et des quais équipés de portes palières.

### Desserte
Pigneto est desservie par les rames automatiques qui circulent tous les jours sur la ligne. Quotidiennement les premiers départs des terminus ont lieu à 5 h 30 et les derniers à 23 h 30.

### Intermodalité
Sur la circonvallazione Casilina- Sant'Elena un arrêt de bus urbains de la ATAC est desservi par les lignes 50, 81, 105, 412, N11 et NMC.
Un peu plus loin via Casilina la halte Sant'Elena est desservie par des trains du Service ferroviaire suburbain de Rome de la ligne de Rome à Giardinetti exploitée également par ATAC.